# 小金きよしケ丘
小金きよしケ丘（こがねきよしがおか）は、千葉県松戸市の町名。現行行政地名は小金きよしケ丘一丁目から五丁目。郵便番号は270-0013。

## 概要
小金地区の東側に位置する。住居表示の整備は実施されておらず、丁目の部分は小字となる。地名の由来は同市の市長を死没まで務め、マツモトキヨシ創業者でもある松本清。戦後日本で政治家の名前を地名につけることは稀である。

## 沿革
- 1962年（昭和37年） - 小金きよしケ丘一丁目から五丁目が成立。

## 世帯数と人口
2019年（令和元年）12月31日現在の世帯数と人口は以下の通りである。
| 丁目                 | 世帯数    | 人口    |
| -------------------- | --------- | ------- |
| 小金きよしケ丘一丁目 | 447世帯   | 869人   |
| 小金きよしケ丘二丁目 | 521世帯   | 1,069人 |
| 小金きよしケ丘三丁目 | 664世帯   | 1,397人 |
| 小金きよしケ丘四丁目 | 360世帯   | 681人   |
| 小金きよしケ丘五丁目 | 174世帯   | 348人   |
| 計                   | 2,166世帯 | 4,364人 |

## 小・中学校の学区
市立小・中学校に通う場合、学区は以下の通りとなる。
| 丁目                 | 番地 | 小学校               | 中学校               |
| -------------------- | ---- | -------------------- | -------------------- |
| 小金きよしケ丘一丁目 | 全域 | 松戸市立小金小学校   | 松戸市立小金南中学校 |
| 小金きよしケ丘二丁目 | 全域 | 松戸市立小金小学校   | 松戸市立小金南中学校 |
| 小金きよしケ丘三丁目 | 全域 | 松戸市立小金小学校   | 松戸市立小金南中学校 |
| 小金きよしケ丘四丁目 | 全域 | 松戸市立根木内小学校 | 松戸市立根木内中学校 |
| 小金きよしケ丘五丁目 | 全域 | 松戸市立根木内小学校 | 松戸市立根木内中学校 |

## 交通
鉄道路線は地区内には走っていない。最寄り駅はJR常磐線北小金駅。

### 道路

#### 一般国道
- 国道6号

#### 一般県道
- 千葉県道280号白井流山線

## 施設
- 小金郵便局
- 筑波銀行小金支店（支店機能は松戸支店に統合されており現在はATMのみ稼働）
- 松戸市立図書館小金分館
- 山本病院
- 妙典寺
- 小金公園
- 久保平賀公園
- 行人台遺跡